# Eupithecia polylibades
Eupithecia polylibades là một loài bướm đêm trong họ Geometridae.